# Бели Дрин
 Тази статия е за реката.  За каньона вижте Бели Дрин (каньон).  
Бели Дрин или Бели Дрим (сръбски: Бели Дрим) е река в Косово и Албания. Дължината ѝ е 175 километра. Част е от Адриатическия отводнителен басейн. При Кукъс се слива с Черни Дрин, като двете реки образуват общо Дрин, който се влива в Адриатическо море.

## Извор
Главният речен поток извира от планината Жлеб, северно от Печ. Първият поток е източен – покрай селата Печка баня, Баница, Требович и Злокучане. При последното прави завой на юг и протича през областта Метохия.
При протичането си през равнината реката образува и малкия едноименен каньон.

## Притоци
В Косово реката получава относително дълги и пълноводни притоци – Печка Бистрица, Дечанска Бистрица, Пруе и Ереник от дясно и Източна река, Клина, Мируша, Римник, Топлига и Призренска Бистрица от ляво.

## Ползи
В Косово реката се използва за водоснабдяване, напояване и производство на електрическа енергия от ВЕЦ.

## Албанска част
Албанската част на реката е дълга 19 км. Тук реката получава за приток Люма, която идва и е част от областта Гора.
Цялата река е негодна за корабоплаване. При Кукъс, където се сливат Бели и Черни Дрим, е изграден голям язовир. Бели Дрим е понорна река.

## Етимология
Реката е спомената на български в XIV век като Дрïмъ. Името е антично – Drinius, Trinius (Плиний), Δρεῖνος (Птолемей). Произходът му е илирийски от по-старо *Drūn, от индоевропейското *drū- в староиндийски drāvayate, тече, тича, авестийски dru, тичам с илирийски или албански преход на индоевропейското ū > i, сравнимо с албанското mi, мишка, срещу староиндийското mūš и латинското mūs, албанското mizë, комар, срещу латинското musca, литовското musė, арменското mun, муха.